# Zach Sobiech
Zachary David Sobiech, detto Zach (Saint Paul, 3 maggio 1995 – Lakeland, 20 maggio 2013), è stato un cantautore statunitense, membro della band A Firm Handshake. Il suo singolo Clouds guadagnò una grande attenzione mediatica su YouTube, prima della sua morte nel maggio 2013, all'età di soli 18 anni. La canzone si classificò nella Billboard Hot 100, fino a diventare una hit anche in Regno Unito, Canada e Francia.

## Vita e carriera
All'età di 14 anni gli fu diagnosticato un osteosarcoma, un cancro alle ossa che colpisce particolarmente i bambini. CBS riportò che durante le sue cure, affrontò 10 interventi chirurgici e 20 cicli di chemioterapia. Zach cominciò a scrivere musica dopo la diagnosi.
Nel maggio 2012 i dottori gli comunicarono che gli sarebbe rimasto solo un anno da vivere. Sobiech registrò dunque la canzone Clouds sulla sua battaglia contro il cancro, e la caricò su YouTube nel dicembre 2012. Il video diventò virale, sorpassando le tre milioni di visualizzazioni al momento della sua morte. Ne ha attualmente più di 20 milioni, in crescendo.

### A Firm Handshake
Prima della sua morte, Zach Sobiech aveva formato la band A Firm Handshake con gli amici Samantha "Sammy" Brown e Reed Redmond. Il loro primo album, Fix Me Up, fu diffuso digitalmente all'inizio del 2013, scalando le classifiche di USA, Regno Unito e Canada. Il singolo di debutto dei A Firm Handshake fu "How to Go to Confession".

## Morte
Sobiech morì il 20 maggio 2013 per le complicazioni del cancro, nella sua casa a Lakeland, un sobborgo ad est di Saint Paul (Minnesota). Il funerale si tenne nella Chiesa Cattolica di San Michele ed il suo corpo fu tumulato nel St. Michael's Cemetery.

## Tributi
"SoulPancake", il canale YouTube di Rainn Wilson, diffuse un documentario su Sobiech, diretto da Justin Baldoni, come parte della sua serie online My Last Days. L'episodio di 22 minuti di My Last Days: Meet Zach Sobiech ha superato 15 milioni di visualizzazioni. Un ulteriore episodio intitolato My Last Days: Zach Sobiech, One Year Later è stato girato seguendo la vita della famiglia e degli amici di Zach dopo la sua morte.
Vari artisti hanno commemorato Sobiech, anche attraverso cover della sua canzone "Clouds". In particolare, grande successo ottenne la versione diffusa da SoulPancake, realizzata da Rainn Wilson, Bryan Cranston, Ashley Tisdale, Jason Mraz, Sara Bareilles, Colbie Caillat, Phillip Phillips, Passenger, The Lumineers e tanti altri. Il video ha infatti superato 5 milioni di visualizzazioni su YouTube.
Il 5 dicembre 2013, un coro di 5.000 persone ha cantato la canzone di Sobiech "Clouds" al Mall of America. L'evento è stato organizzato dal KS95 Kids Radiothon in collaborazione con il Children's Cancer Research Fund ed il Gillette Children's Specialty Healthcare.
La madre di Zach, Laura Sobiech, ha scritto una memoria della vita del figlio, Fly a Little Higher: How God Answered a Mom's Small Prayer in a Big Way ("Vola un po' più in alto: come Dio rispose ad una piccola preghiera di una mamma in un grande modo"). Nel febbraio 2016, la Warner Bros.,annuncia l'acquisizione dei diritti del libro di Laura Sobiech per la realizzazione di un film, diretto da Justin Baldoni, intitolato "Clouds" come la canzone di Zach. Le riprese del film iniziarono il 16 ottobre 2019 e terminarono il 27 novembre 2019. Il 14 maggio 2020, Disney+ annunciò l'acquisizione dei diritti di distribuzione del film dalla Warner Bros., ma a causa della pandemia di COVID-19 sull'industria cinematografica, Clouds venne distribuito il 16 ottobre 2020 su Disney+.

## Eredità
La famiglia Sobiech ha istituito il fondo The Zach Sobiech Osteosarcoma Fund presso il Children's Cancer Research Fund. Nel settembre 2015, il fondo intitolato a Zach ha raggiunto un milione di dollari e continua a crescere. Nel 2020 la Warner Bros., ha prodotto un biopic sull'artista intitolato Nuvole, distribuito in tutto il mondo attraverso la piattaforma Disney+.

## Discografia di Zach Sobiech

### Singolo
| Singolo  | Anno | Posizioni di picco in classifica | Posizioni di picco in classifica | Posizioni di picco in classifica | Posizioni di picco in classifica | Posizioni di picco in classifica | Posizioni di picco in classifica | Posizioni di picco in classifica | Posizioni di picco in classifica | Album                                     |
| Singolo  | Anno | US                               | US Rock                          | BEL (Wa)                         | CAN                              | FR                               | SWI                              | UK                               | UK Indie                         | Album                                     |
| -------- | ---- | -------------------------------- | -------------------------------- | -------------------------------- | -------------------------------- | -------------------------------- | -------------------------------- | -------------------------------- | -------------------------------- | ----------------------------------------- |
| "Clouds" | 2013 | 26                               | 3                                | 29                               | 14                               | 26                               | 73                               | 50                               | 8                                | Dall'album dei A Firm Handshake Fix Me Up |

## Discografia dei A Firm Handshake

### EP
| Titolo    | Dettagli album                                                                 | Posizioni di picco in classifica | Posizioni di picco in classifica | Posizioni di picco in classifica | Posizioni di picco in classifica | Posizioni di picco in classifica | Posizioni di picco in classifica | Posizioni di picco in classifica | Posizioni di picco in classifica |
| Titolo    | Dettagli album                                                                 | US                               | US Dig.                          | US Heat.                         | US Indie                         | US Rock                          | CAN                              | UK                               | UK Indie                         |
| --------- | ------------------------------------------------------------------------------ | -------------------------------- | -------------------------------- | -------------------------------- | -------------------------------- | -------------------------------- | -------------------------------- | -------------------------------- | -------------------------------- |
| Fix Me Up | - Pubblicato: 15 febbraio 2013 - Etichetta: Rock the Cause - Formato: digitale | 20                               | 9                                | 27                               | 4                                | 6                                | 22                               | 121                              | 24                               |